# Горбунов, Пётр Иванович (полный кавалер ордена Славы)
Пётр Ива́нович Горбуно́в (15 апреля 1923, Линёвка, Оренбургский уезд, Оренбургская губерния — 7 марта 1951, там же) — гвардии старший сержант; командир отделения 1-й стрелковой роты 893-го стрелкового полка (196-я Гатчинская Краснознамённая стрелковая дивизия, 1-я ударная армия, 3-й Прибалтийский фронт; полный кавалер ордена Славы.

## Биография
Родился 15 апреля 1923 года в селе Линёвка (ныне — Соль-Илецкий район Оренбургской области) в казачьей семье. Русский. Член ВКП(б).
- 1936 год — окончил 5 классов.
- Работал в колхозе животноводом.
- С февраля 1942 года — в Красной армии;
  - с марта 1942 года — в действующей армии.
  - Воевал на Сталинградском, Ленинградском, 3-м и 2-м Прибалтийских фронтах.
  - Принимал участие в:
    - Сталинградской битве,
    - обороне Ленинграда,
    - прорыве блокады Ленинграда,
    - Псковско-Островской наступательной операции,
    - Тартуской наступательной операции,
    - Рижской наступательной операции,
    - блокаде курляндской группировки немецких войск.
- В боях был дважды ранен.

### Подвиги
В ходе обороны города Ленинград командир пулемётного расчёта 2-й пулемётной роты 466-го стрелкового полка (125-я стрелковая дивизия) старший сержант П. И. Горбунов образцово содержал позицию пулемёта, постоянно следил за готовностью расчёта к стрельбе. При отражении контратак противника расчёт уничтожил более 50 немецких солдат. Приказом командира полка П. И. Горбунов был награждён медалью «За отвагу».
При прорыве блокады Ленинграда, П. И. Горбунов был ранен и эвакуирован в армейский госпиталь. После излечения продолжил воевать в 893-м стрелковом полку 196-й стрелковой дивизии в должности командира стрелкового отделения.
7 марта 1944 года при овладении оборонительной позицией противника северо-западнее города Псков первым поднялся в атаку, увлёк за собой подчинённых и, ворвавшись во вражескую траншею, огнём из автомата уничтожил 8 немецких солдат. Приказом командира 196-й стрелковой дивизии от 25 марта 1944 года старший сержант Горбунов Пётр Иванович был награждён орденом Славы 3-й степени.
7 апреля 1944 года при овладении деревней Староселье ныне Палкинского района Псковской области П. И. Горбунов принял командование взводом вместо раненого офицера. Уверенно управляя подразделениями, захватил несколько домов и организовал прочную оборону. При отражении контратаки противника огнём из автомата уничтожил 4 немецких солдат. Приказом командира 196-й стрелковой дивизии от 9 мая 1944 года старший сержант Горбунов Пётр Иванович награждён вторым орденом Славы 3-й степени.
В ходе Псковско-Островской наступательной операции, при овладении железнодорожной станцией Кудупе (ныне Педедзенская волость Алуксненского края, Латвия) 30 июля 1944 года П. И. Горбунов в числе первых ворвался в траншею противника, огнём из автомата уничтожил 7 немецких солдат и захватил ценные документы в брошенной врагом деревоземляной огневой точке. Приказом командующего 1-й ударной армией от 25 сентября 1944 года старший сержант Горбунов Пётр Иванович награждён орденом Славы 2-й степени.

## После войны
В 1947 году старшина П. И. Горбунов был демобилизован. Жил в селе Линёвка Соль-Илецкого района Оренбургской области.
Работал в колхозе заведующим животноводческой фермой.
Пётр Иванович скончался 7 марта 1951 года. Похоронен на Православном кладбище села Линёвка.

## Награды
Указом Президиума Верховного Совета СССР от 20 декабря 1951 года в порядке перенаграждения, Горбунов Пётр Иванович был награждён орденом Славы 1-й степени.
Пётр Иванович награждён орденами:
- Красной Звезды,
- 20.12.1951 — Славы 1-й степени;
- 25.09.1944 — Славы 2-й степени, № 3225;
- 25.03.1944 — Славы 3-й степени, № 46536;

медалями, в том числе:
- 20.08.1943 — «За отвагу».

## Память
Именем П. И. Горбунова названа улица в селе Линёвка.
Его имя увековечено на Аллее Славы: в парке «Тополя» в городе Оренбург и в Парке Победы города Соль-Илецк.